# Wiktor Osipow
Wiktor Pietrowicz Osipow (ros. Виктор Петрович Осипов, ur. 31 października?/12 listopada 1871 w Sankt Petersburgu, zm. 22 maja 1947 w Leningradzie) – rosyjski lekarz neurolog i psychiatra.
Uczeń Władimira Biechtieriewa i Władimira Serbskiego, uzupełniał studia w Niemczech, m.in. u Oppenheima. Zajmował się m.in. zagadnieniami schizofrenii i katatonii. Od 1915 na katedrze psychiatrii Wojskowej Akademii Medyko-Chirurgicznej w Sankt Petersburgu.

## Wybrane prace
- Кататония Kahlbaum'а : Лит.-клин. исслед. Казань: Типо-лит. Имп. ун-та, 1907
- Zur Symptomatologie der Kinderlähmungen[1]. (1900)
- Ueber das photographische laute Lesen[2]. (1900)
- Ueber die Dosierung der Absinthessenz (essence d'absinthe cultivée) beim Hervorrufen von Anfällen experimenteller Epilepsie bei Hunden[3]. (1914)